# Рада Трајковић
Рада Трајковић (рођ. Вујачић; Мердаре, 8. март 1953) српска је политичарка, докторка медицинских наука и председница невладине организације Европски покрет Срба са Косова и Метохије. Између 24. марта 1998. и 24. октобра 2000. као члан Српске радикалне странке била је министарка за бригу о породици у другој влади Мирка Марјановића.

## Биографија
Рођена је 8. марта 1953. године у малом месту код Мердара, код Подујева. Отац Мато је био трговац, док је мајка Радојка била домаћица. Има брата Радомира.
Основну школу је завршила у Подујеву. После гимназије је уписала студије математике, али је после удаје за Веселина Трајковића прешла на Медицински факултет Универзитета у Приштини. Када је дипломирала, запослила се у Оралној клиници при Клиничко-болничком центру у Приштини. После специјализације постаје начелница Ларинголошког одељења. Докторирала је на раном откривању рака грла.

## Политичка каријера
Привукла је пажњу јавности 1985—1986. током „масовног тровања Албанаца”, када је казала домаћој и међународној јавности да се ради о превари. Други пут се истакла током сукоба са председником Српске радикалне странке, Војиславом Шешељем. Члан те странке био је њен супруг, а она је дуго била симпатизер исте. На крају је приступила Српској радикалној странци и као њен члан бирана је за савезног посланика, а 1998. и за министарку за бригу о породици.
Од 1999. године живи у Грачаници где ради у дому здравља. Била је у привременим институцијама самоуправе, а касније и посланик у Скупштини Косова.